# علف شیر (سرده)
علف شیر (نام علمی: Asclepias)، استبرق (به انگلیسی: Milkweed)، نام یک سرده از گیاهان دولپه‌ای می‌باشد که تا کنون بیش از ۱۴۰ گونه از آن شناخته شده‌است. این گیاه از راسته گل‌سپاسی‌سانان و از خانواده استبرق‌سانان است. شیره استبرق حاوی آلکالوئیدها، لاتکس یا کائوچو و چندین ترکیب پیچیده از جمله کاردنولید (به انگلیسی: cardenolide) می‌باشد که برخی از گونه‌های آن سمی شناخته شده‌اند.
کارل لینه
گیاه‌شناس و پزشک سوئدی و پایه‌گذار نظام امروزی طبقه‌بندی گیاهان و جانوران به دلیل استفاده‌های گوناگون دارویی استبرق این گیاه را اسقلبیوس (خدای شفای یونان) می‌نامید.
گرده‌افشانی در این گیاه به یک روش غیرمعمول انجام می‌شود. گرده بیشتر از آنکه به صورت تک‌دانه و چهار دانه باشند همان‌طور که اغلب به اتفاق گیاهان اینگونه‌اند در ساختار پیچیدهٔ گروهی دسته‌بندی می‌شود که به آن‌ها پولینیا می‌گویند. دهانه‌های یک گل که حشراتی چون زنبور عسل، زنبور بی‌عسل و پروانهها را در خود می‌خواند، به پنج شکافی که توسط پرچم‌های یک گل درست شده‌است می‌لغزند. پایهٔ پولینیا به صورت مکانیکی به حشره متصل می‌شود در حالی که یک جفت از کیسه‌های گرده را با خود هنگامی که گرده افشان یا حشره پرواز می‌کند با خود می‌کشد. گرده افشانی توسط یک فرایند وارونه تحت تأثیر قرار می‌گیرد که در آن یکی از پولینیاها در شکاف یکی از پرچم‌ها به دام می‌افتد.
گونهٔ از استبرق بذرهای خود را در فولیکول تولید می‌کند. بذرها که در ردیف‌های روی هم بنا شده‌اند که دارای رشته‌های میله‌ای شکل ابریشمی که به نام پاپوس، ابریشم یا ابریشم خام آن را می‌شناسند. فولیکول بذرها را رسیده و به دو نیم تقسیم می‌کند که هر کدام توسط تعدادی پاپوس خشک به وسیلهٔ وزش باد حمل می‌شوند؛ که نوعی انتشار دانه است.

## استفاده
در گذشته بومی‌های آمریکایی و مسافران، به علت شیرین بودن عصاره استبرق از آن به عنوان ماده شیرین‌کننده استفاده می‌کردند.
در ایالات متحده آمریکا در زمان جنگ جهانی دوم ۵۰۰۰ تن رشته‌های گیاهی ابریشمی استبرق برای جایگزینی کاپوک (به انگلیسی: kapok) جمع‌آوری شد. رشته‌های ابریشمی گیاهی استبرق تو خالی هستند و موم دورشان را پوشانده‌است و دارای کیفیت عایق خوبی هستند. آزمایش‌های مختلف نشان داده‌اند که دارای کیفیت برتری از پرهای جوجه پرندگان در عایق بودن دارند. از بهترین رشته‌های ابریشمی بعضی از گیاهان برای طناب کشتی هم استفاده می‌شود. از سال ۲۰۰۷ استبرق به‌طور تجاری برای استفاده در بالش‌های ضد آلرژی زا کاشته می‌شود.

## گونه‌ها

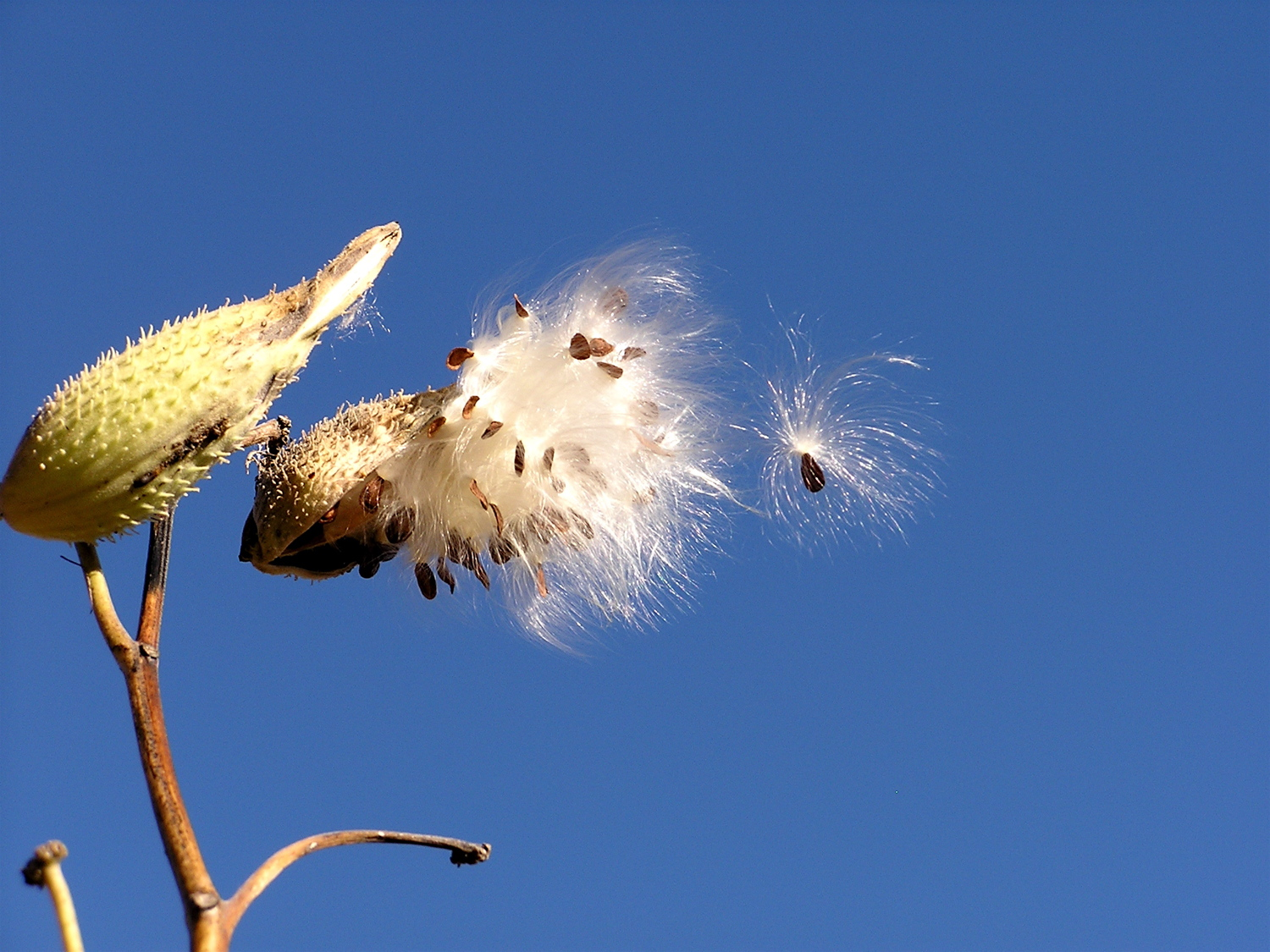
پراکنده شدن دانه‌ها توسط پاپوس

برخی از گونه‌ها شناخته شده استبرق
| نگاره | نام علمی                  | نام رایج          |
| ----- | ------------------------- | ----------------- |
|       | Asclepias albicans        | استبرق ساقه سپید  |
|       | Asclepias amplexicaulis   | استبرق پربرگ      |
|       | Asclepias asperula        | استبرق شاخ بزکوهی |
|       | Asclepias californica     | استبرق کالیفرنیا  |
|       | Asclepias cordifolia      | استبرق برگ قلب    |
|       | Asclepias cryptoceras     | استبرق کمرنگ      |
|       | Asclepias curassavica     | استبرق گرمسیری    |
|       | Asclepias eriocarpa       | استبرق پشمالو     |
|       | Asclepias erosa           | استبرق صحرایی     |
|       | Asclepias exaltata        | استبرق سیخی       |
|       | Asclepias fascicularis    | استبرق برگ باریک  |
|       | Asclepias fruticosa       | استبرق آفریقایی   |
|       | Asclepias humistrata      | استبرق ماسهای     |
|       | Asclepias incarnata       | استبرق باتلاق     |
|       | Asclepias lanceolata      | استبرق نیزهای     |
|       | Asclepias linaria         | استبرق سوزنی      |
|       | Asclepias linearis        | استبرق باریک      |
|       | Asclepias meadii          | استبرق مید        |
|       | Asclepias nyctaginifolia  | استبرق موهاوی     |
|       | Asclepias obovata         | استبرق پینلند     |
|       | Asclepias physocarpa      | استبرق بزرگ       |
|       | Asclepias purpurascens    | استبرق زرشکی      |
|       | Asclepias quadrifolia     | استبرق چهاربرگ    |
|       | Asclepias rubra           | استبرق قرمز       |
|       | Asclepias solanoana       | استبرق مارپیچ     |
|       | Asclepias speciosa        | استبرق خودنما     |
|       | Asclepias subulata        | استبرق خزان       |
|       | Asclepias subverticillata | استبرق سمی        |
|       | Asclepias sullivantii     | استبرق سلیوانت    |
|       | Asclepias syriaca         | استبرق معمولی     |
|       | علف پروانه                | استبرق هندی       |
|       | Asclepias variegata       | استبرق سفید       |
|       | Asclepias verticillata    | استبرق حلقهای     |
|       | Asclepias vestita         | استبرق کرکی       |
|       | Asclepias vincetoxicum    |                   |
|       | Asclepias viridiflora     |                   |
|       | Asclepias welshii         | استبرق ویلزی      |